# Laguna de Viesca
La laguna de Viesca est une lagune située dans la commune mexicaine de Viesca, dans l'État du Coahuila. Le río Aguanaval débouche dans la laguna de Viesca. 
Durant les XIXe et XXe siècles le río Aguanaval a été régulé à des fins agricoles ce qui a provoqué la disparition de la lagune de Viesca, son écosystème et diminué les nappes aquifères. La flore et la faune endémiques ont été impactées ainsi que les villages autochtones de la région.
Actuellement la zone s'est convertie en un désert puisqu'elle ne reçoit de l'eau qu'en de rares occasions. Les plus récentes survenues d'eau ont eu lieu en 2013 et 2008.
En 1605, il est cité que la laguna de Viesca avait quelque 18 kilomètres de périmètre et un diamètre de quelque 6 kilomètres.